# Cantón de Marseille-en-Beauvaisis
El cantón de Merseille-en-Beauvaisis era una división administrativa francesa, que estaba situada en el departamento de Oise y la región de Picardía.

## Composición
El cantón estaba formado por diecinueve comunas:
- Achy
- Blicourt
- Bonnières
- Fontaine-Lavaganne
- Gaudechart
- Haute-Épine
- Hétomesnil
- La Neuville-sur-Oudeuil
- La Neuville-Vault
- Lihus
- Marseille-en-Beauvaisis
- Milly-sur-Thérain
- Oudeuil
- Pisseleu
- Prévillers
- Rothois
- Roy-Boissy
- Saint-Omer-en-Chaussée
- Villers-sur-Bonnières

## Supresión del cantón de Merseille-en-Beauvaisis
En aplicación del Decreto n.º 2014-196 de 20 de febrero de 2014, el cantón de Merseille-en-Beauvaisis fue suprimido el 22 de marzo de 2015 y sus 19 comunas pasaron a formar parte dieciocho del nuevo cantón de Grandvilliers y una del nuevo cantón de Beauvais-1.